# Trajekt Bingerbrück–Rüdesheim

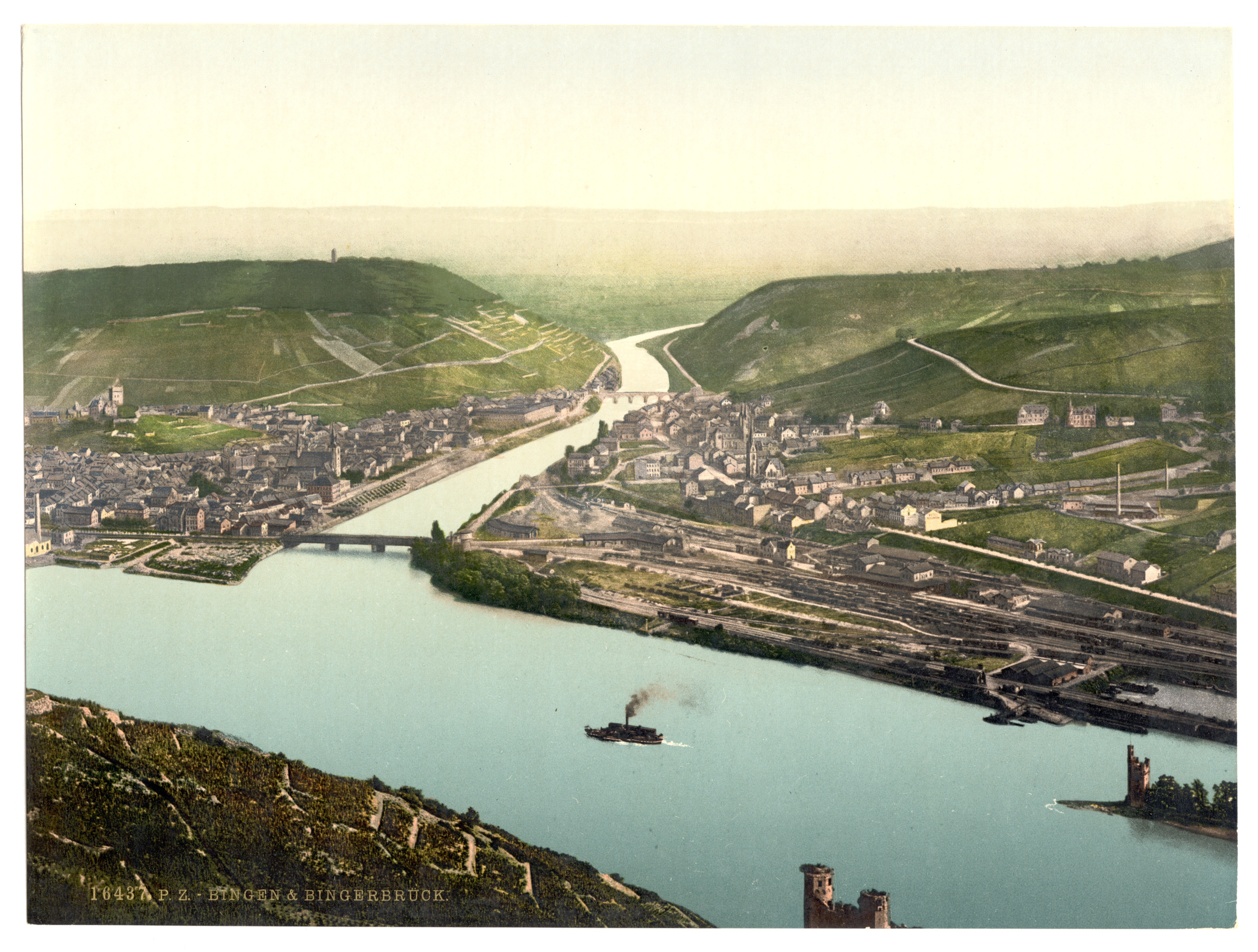
Die Frachtkähne liegen an der Rampe.

Das Trajekt Bingerbrück-Rüdesheim war eine Eisenbahnfähre über den Rhein, die von 1862 bis 1900 die rechte und die linke Rheinstrecke verband.
Am 15. Dezember 1859 nahm die Rheinische Eisenbahn-Gesellschaft die Linke Rheinstrecke von Köln bis Bingerbrück vollständig in Betrieb. Wenige Monate später, am 26. Mai 1860, war auch die Rhein-Nahe-Eisenbahngesellschaft von Bingerbrück bis Neunkirchen im Saargebiet fertiggestellt und 1862 wurde auf der rechten Rheinseite die Nassauische Rheinbahn im Abschnitt Rüdesheim – Oberlahnstein eröffnet. Die Strecke zwischen Rüdesheim am Rhein und Wiesbaden bestand bereits seit 1856. Die Anbindung von Wiesbaden und Frankfurt am Main war von der linken Rheinseite her jedoch weiter nur in einem großen Bogen über Mainz und Darmstadt möglich. Um den Weitertransport von Reisenden und Gütern, insbesondere der Steinkohle von Saar und Ruhr, hier nicht der bisherigen Schifffahrt zu überlassen, beschlossen Rhein-Nahe-Eisenbahn und Nassauische Staatsbahn ein Trajekt zwischen Bingerbrück und Rüdesheim.

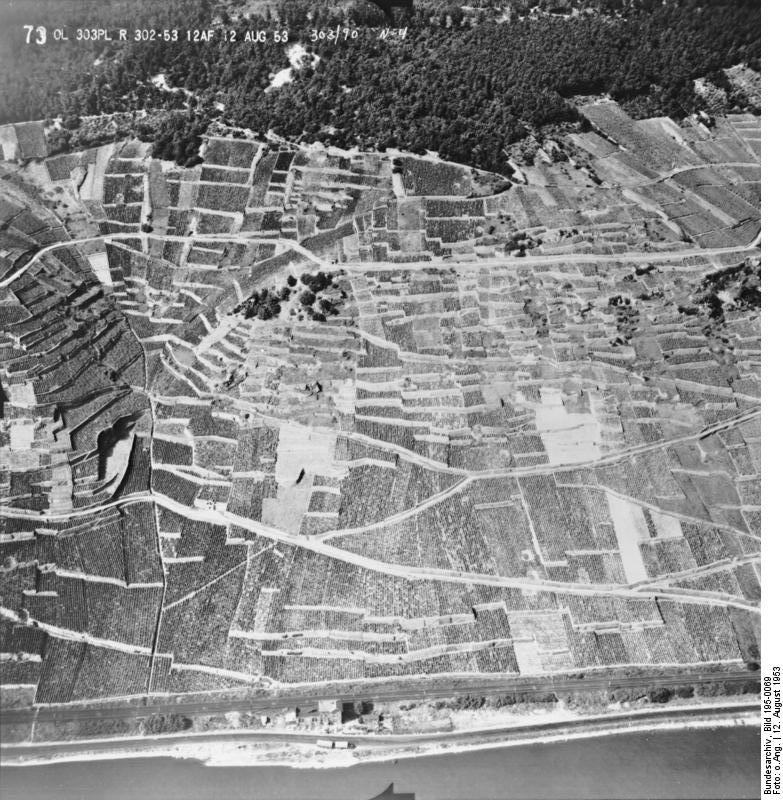
Zustand der rechtsrheinischen Trajektrampe bei Rüdesheim im August 1953

Die Verladeanlage für die Fahrzeuge wurde rechtsrheinisch 1500 Meter westlich des Bahnhofs Rüdesheim (Rhein) bei Strom-Km 528,8 errichtet. Deren Rampe ist heute noch am Parkplatz der Bundesstraße 42 zu sehen. Auf der linken Rheinseite entstand sie am Bahnhof Bingerbrück nahe dem Mäuseturm. Mit zunächst zwei Raddampfern (Bingerbrück und Rüdesheim) wurde der Betrieb aufgenommen. Personenfährverkehr wurde seit 5. November 1861 auf den Raddampfern angeboten. Reisezugwagen wurden nicht übergesetzt. Das Gütertrajekt ging am 1. September 1862 in Betrieb. Gleisrampen an beiden Ufern ermöglichten es, die Wagen auf und von den hölzernen Ponten zu fahren. Die Güterwagen standen auf Ponten, die längsseits an die Raddampfer angekoppelt wurden.
Das Übersetzen der Güterwagen endete im Jahr 1900. Für den Personentransport betrieben die Preußischen Staatseisenbahnen die Fähre noch bis zum Juli 1907 weiter. Nach Einstellung des Verkehrs wurden Fahrgäste kostenlos mit der Straßenbahn nach Bingen befördert und konnten dort die Fähre Bingen-Rüdesheim benutzen. 1915 erübrigte sich das mit der Fertigstellung der (1945 zerstörten und nicht wieder aufgebauten) Hindenburgbrücke.

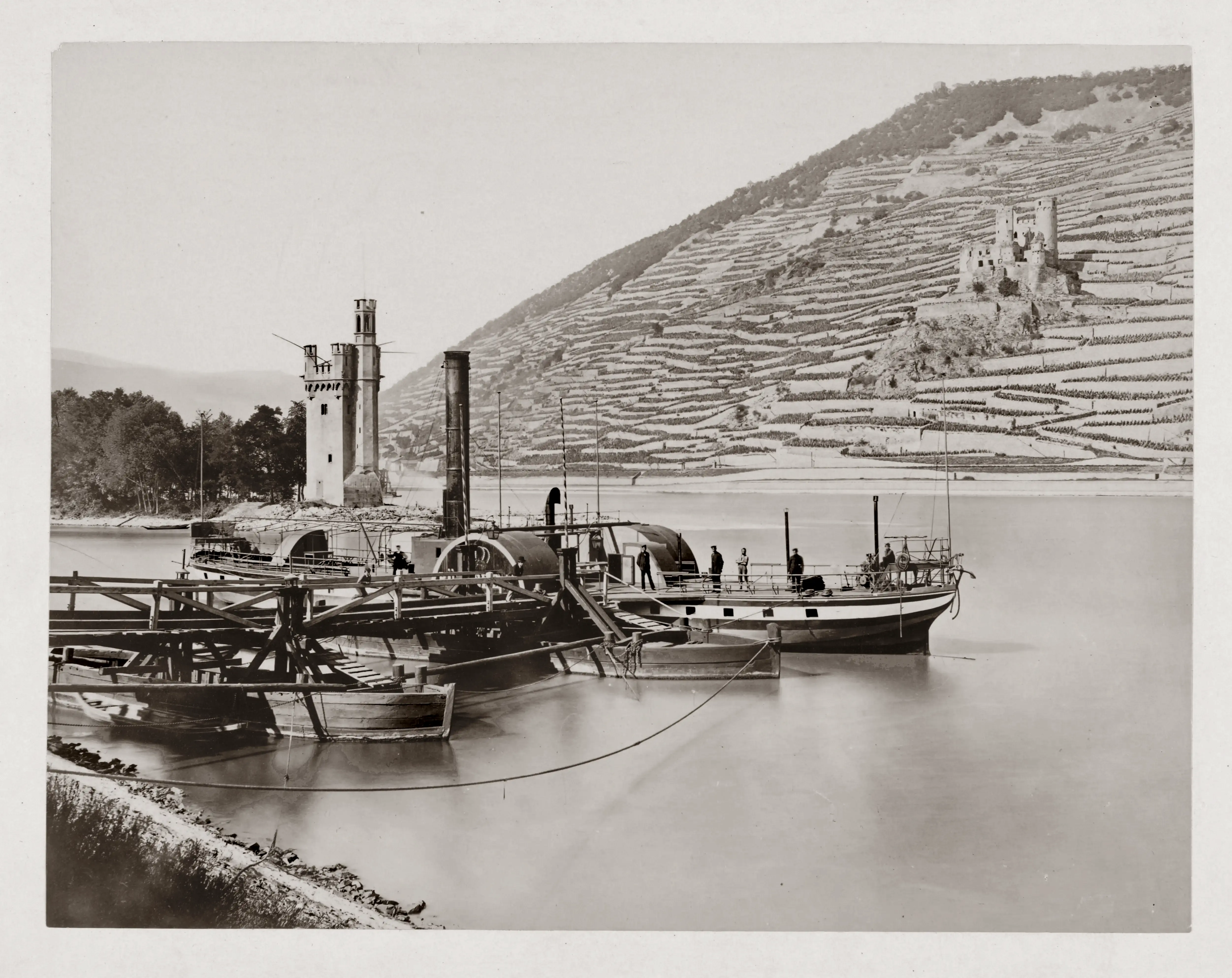
Trajektschiff Rüdesheim um 1880
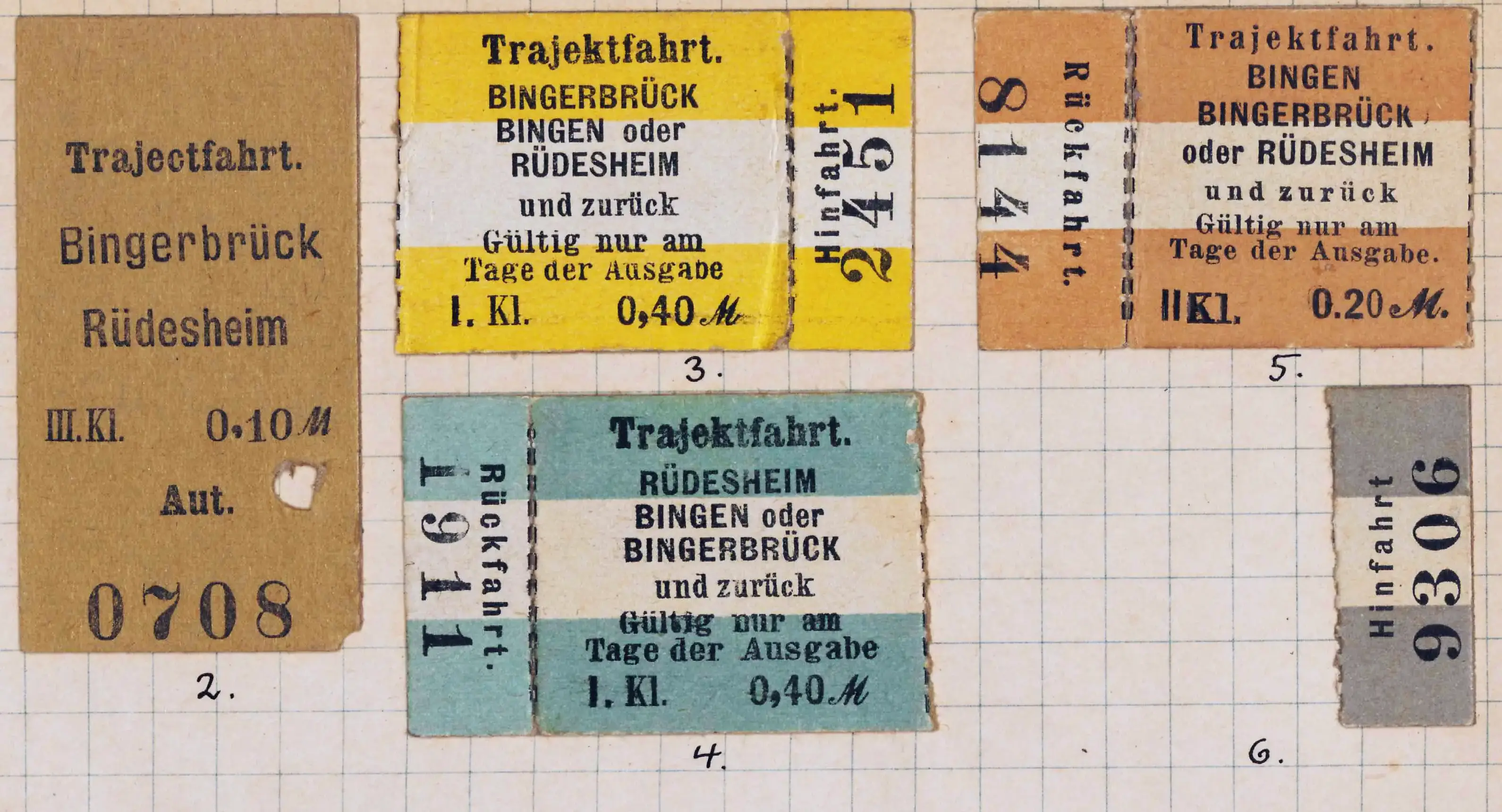
Fahrscheinsammlung
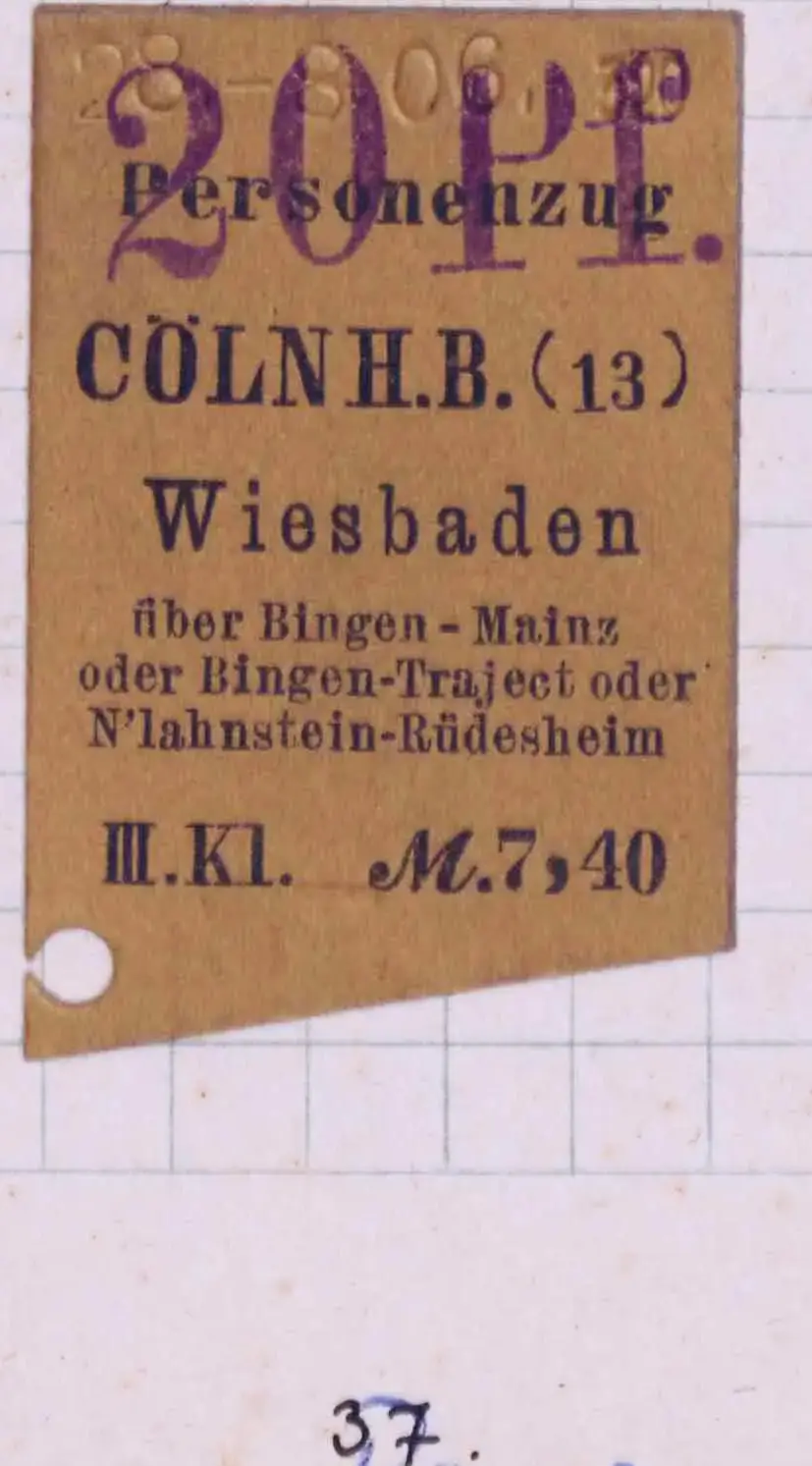
Fahrschein mit Trajekt ingebriffen
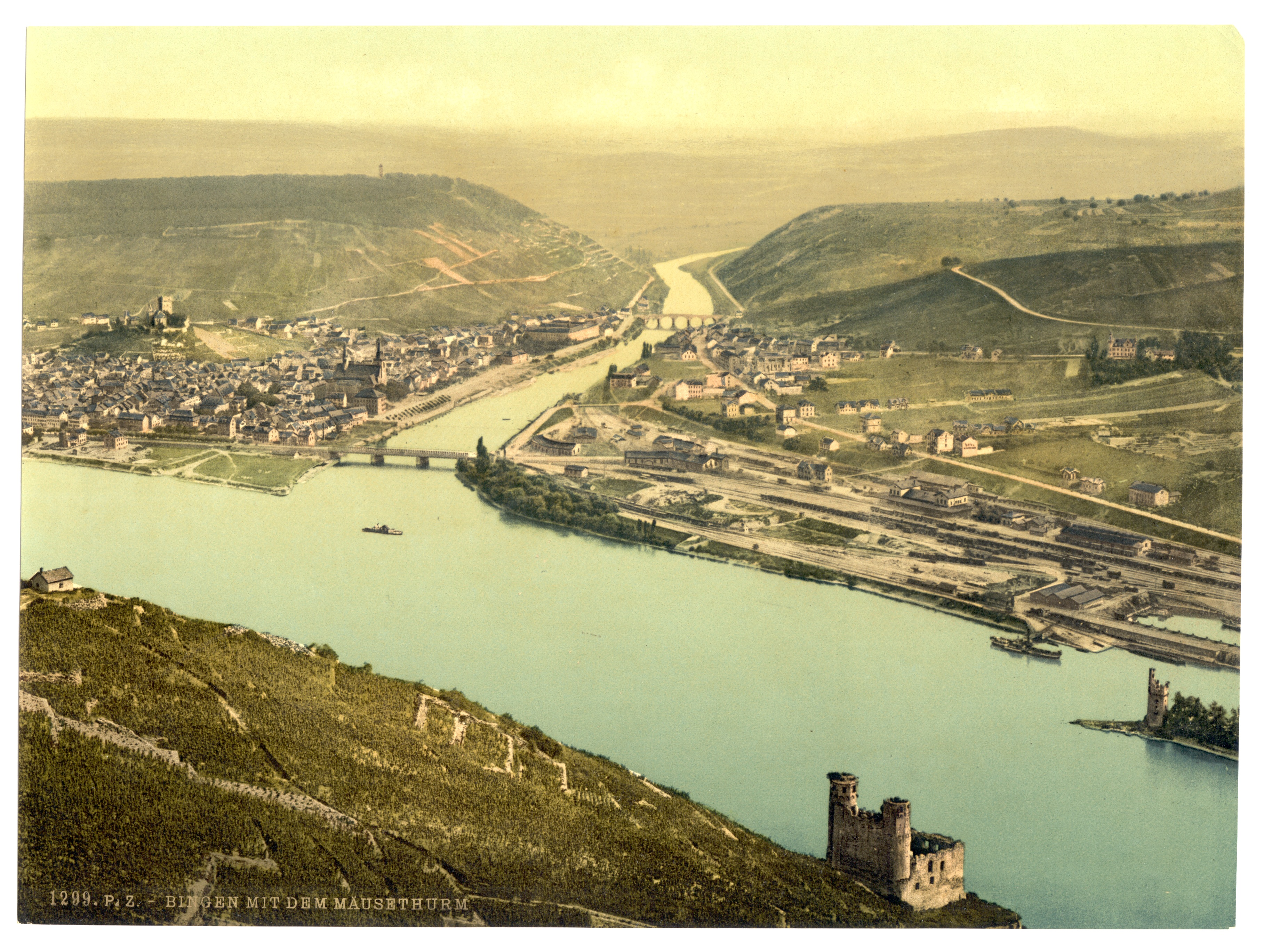
Die Ponten mit Güterwagen wurden hier seitlich am Schiff befestigt
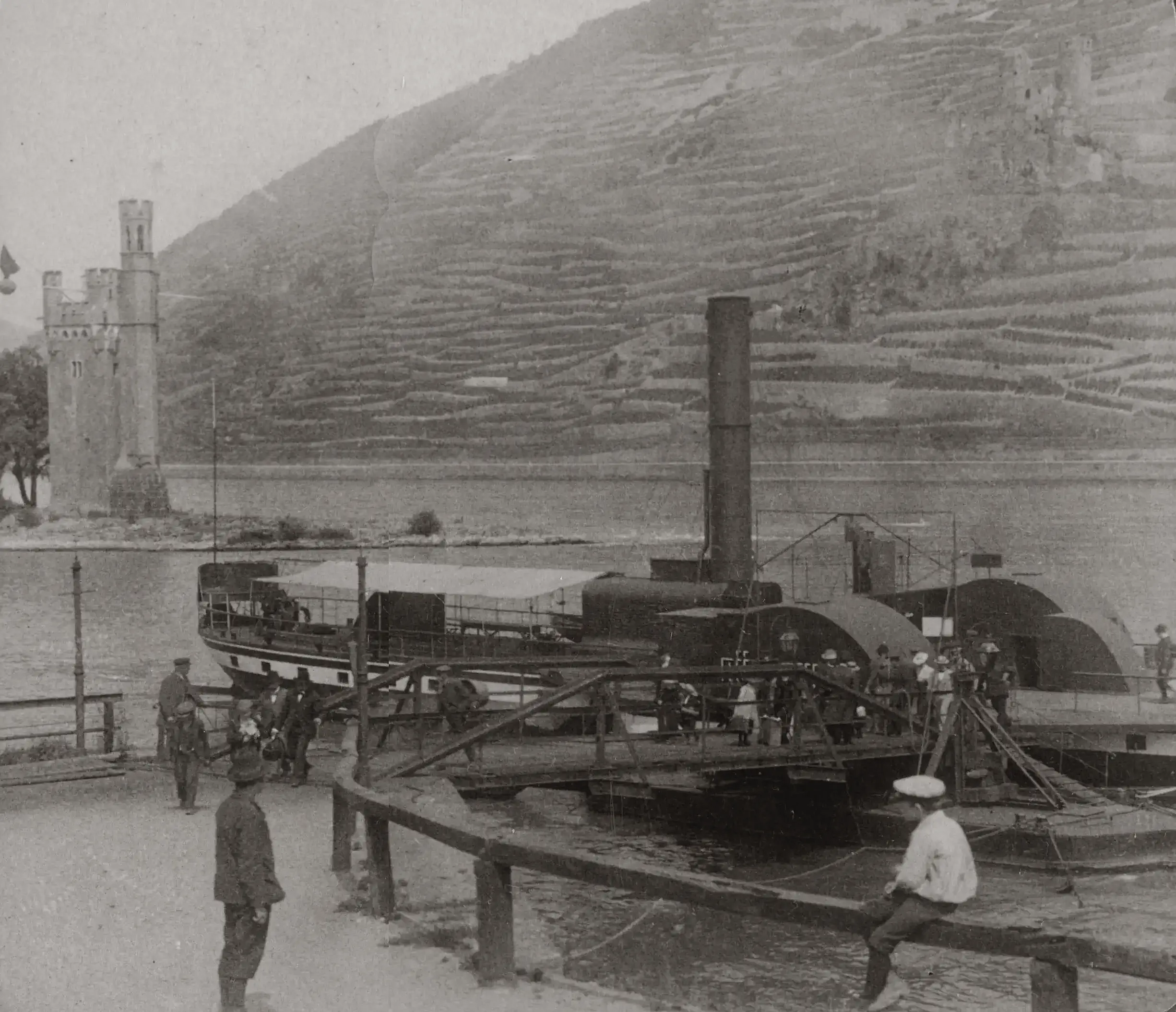
Trajektschiff Rüdesheim 1903

## Stellwerk Mensch-Natur-Technik
In den Räumen des ehemaligen Stellwerks Bingerbrück Ost existiert heute eine Ausstellung über die Geschichte der Region und speziell über das ehemalige Trajekt.